# Ronde van Catalonië 2006
De Ronde van Catalonië 2006 (Catalaans: Volta a Catalunya) werd gehouden van 15 mei tot en met 21 mei in Spanje.

## Etappeoverzicht
| etappe | datum  | start         | finish        | afstand | winnaar               | klassementsleider |
| ------ | ------ | ------------- | ------------- | ------- | --------------------- | ----------------- |
| 1e     | 15 mei | Salou         | Salou         | 12,6 km | Fabian Cancellara     | Fabian Cancellara |
| 2e     | 16 mei | Cambrils      | Cambrils      | 146 km  | Luis Pérez Romero     | Fabian Cancellara |
| 3e     | 17 mei | Salou         | Sant Carles   | 160 km  | Thor Hushovd          | Thor Hushovd      |
| 4e     | 18 mei | Perafort      | Vallnord      | 225 km  | Carlos Castaño        | Carlos Castaño    |
| 5e     | 19 mei | Llívia        | Manlleu       | 161 km  | Adolfo García Quesada | Carlos Castaño    |
| 6e     | 20 mei | Manlleu       | Lloret de Mar | 166 km  | Matej Mugerli         | David Cañada      |
| 7e     | 21 mei | Lloret de Mar | Barcelona     | 121 km  | Daniele Bennati       | David Cañada      |

## Etappe-uitslagen

### 1e etappe
| rang | renner                | land             | tijd     |
| ---- | --------------------- | ---------------- | -------- |
| 1    | Fabian Cancellara     | Zwitserland      | 14' 35"  |
| 2    | Vladimir Karpets      | Rusland          | + 0' 03" |
| 3    | Janez Brajkovič       | Slovenië         | + 0' 03" |
| 4    | Robert Hunter         | Zuid-Afrika      | + 0' 03" |
| 5    | Santiago Botero       | Colombia         | + 0' 05" |
| 6    | Andrea Peron          | Italië           | + 0' 08" |
| 7    | Andrij Grivko         | Oekraïne         | + 0' 10" |
| 8    | Christian Vande Velde | Verenigde Staten | + 0' 11" |
| 9    | Sebastian Lang        | Duitsland        | + 0' 11" |
| 10   | Nicolas Jalabert      | Frankrijk        | + 0' 11" |

### 2e etappe
| rang | renner             | land      | tijd       |
| ---- | ------------------ | --------- | ---------- |
| 1    | Luis Pérez Romero  | Spanje    | 3u 57' 14" |
| 2    | Isaac Gálvez       | Spanje    | + 0' 12"   |
| 3    | Thor Hushovd       | Noorwegen | + 0' 12"   |
| 4    | Aaron Kemps        | Australië | + 0' 12"   |
| 5    | Eros Capecchi      | Italië    | + 0' 12"   |
| 6    | Erik Zabel         | Duitsland | + 0' 12"   |
| 7    | Ángel Edo          | Spanje    | + 0' 12"   |
| 8    | Stuart O'Grady     | Australië | + 0' 12"   |
| 9    | Daniele Bennati    | Italië    | + 0' 12"   |
| 10   | Luciano Pagliarini | Brazilië  | + 0' 12"   |

### 3e etappe
| rang | renner           | land        | tijd       |
| ---- | ---------------- | ----------- | ---------- |
| 1    | Thor Hushovd     | Noorwegen   | 4u 16' 14" |
| 2    | René Haselbacher | Oostenrijk  | + 0' 00"   |
| 3    | Robert Hunter    | Zuid-Afrika | + 0' 00"   |
| 4    | Erik Zabel       | Duitsland   | + 0' 00"   |
| 5    | Aleksej Markov   | Rusland     | + 0' 00"   |
| 6    | Daniele Bennati  | Italië      | + 0' 00"   |
| 7    | Ángel Edo        | Spanje      | + 0' 00"   |
| 8    | Guido Trenti     | Italië      | + 0' 00"   |
| 9    | Aaron Kemps      | Australië   | + 0' 00"   |
| 10   | André Greipel    | Duitsland   | + 0' 00"   |

### 4e etappe
| rang | renner            | land      | tijd       |
| ---- | ----------------- | --------- | ---------- |
| 1    | Carlos Castaño    | Spanje    | 6u 03' 41" |
| 2    | Christophe Moreau | Frankrijk | + 0' 52"   |
| 3    | Santiago Botero   | Colombia  | + 1' 53"   |
| 4    | Ryder Hesjedal    | Canada    | + 2' 12"   |
| 5    | Rodrigo García    | Spanje    | + 2' 37"   |
| 6    | Vladimir Karpets  | Rusland   | + 2' 37"   |
| 7    | Janez Brajkovič   | Slovenië  | + 2' 37"   |
| 8    | Denis Mensjov     | Rusland   | + 2' 37"   |
| 9    | Linus Gerdemann   | Duitsland | + 2' 37"   |
| 10   | David Cañada      | Spanje    | + 2' 37"   |

### 5e etappe
| rang | renner                | land    | tijd       |
| ---- | --------------------- | ------- | ---------- |
| 1    | Adolfo García Quesada | Spanje  | 3h 52' 44" |
| 2    | David Arroyo          | Spanje  | + 0' 00"   |
| 3    | Eladio Jiménez        | Spanje  | + 0' 00"   |
| 4    | David Cañada          | Spanje  | + 0' 00"   |
| 5    | Mikel Astarloza       | Spanje  | + 0' 21"   |
| 6    | Jorge Ferrío          | Spanje  | + 0' 21"   |
| 7    | Francesco Failli      | Italië  | + 0' 55"   |
| 8    | Aleksej Markov        | Rusland | + 0' 55"   |
| 9    | Daniele Bennati       | Italië  | + 0' 55"   |
| 10   | Mario De Sarraga      | Spanje  | + 0' 55"   |

### 6e etappe
| rang | renner            | land       | tijd       |
| ---- | ----------------- | ---------- | ---------- |
| 1    | Matej Mugerli     | Slovenië   | 4u 02' 01" |
| 2    | Thor Hushovd      | Noorwegen  | + 0' 01"   |
| 3    | Manuel Quinziato  | Italië     | + 0' 01"   |
| 4    | Maksim Iglinski   | Kazachstan | + 0' 01"   |
| 5    | Jérôme Pineau     | Frankrijk  | + 0' 01"   |
| 6    | Daniele Righi     | Italië     | + 0' 01"   |
| 7    | Marcus Ljungqvist | Zweden     | + 0' 01"   |
| 8    | Pieter Mertens    | België     | + 0' 01"   |
| 9    | Bram Tankink      | Nederland  | + 0' 01"   |
| 10   | Nicolas Jalabert  | Frankrijk  | + 0' 01"   |

### 7e etappe
| rang | renner            | land      | tijd       |
| ---- | ----------------- | --------- | ---------- |
| 1    | Daniele Bennati   | Italië    | 2u 36' 37" |
| 2    | Aaron Kemps       | Australië | z.t.       |
| 3    | Erik Zabel        | Duitsland | z.t.       |
| 4    | Stuart O'Grady    | Australië | z.t.       |
| 5    | Filippo Pozzato   | Italië    | z.t.       |
| 6    | Giovanni Visconti | Italië    | z.t.       |
| 7    | Sebastian Lang    | Duitsland | z.t.       |
| 8    | Jérôme Pineau     | Frankrijk | z.t.       |
| 9    | Ángel Edo         | Spanje    | z.t.       |
| 10   | Thor Hushovd      | Noorwegen | z.t.       |

## Eindklassementen

### Algemeen klassement
| Plaats | Naam              | Ploeg                  | Tijd      |
| ------ | ----------------- | ---------------------- | --------- |
|        | David Cañada      | Saunier Duval-Prodir   | 25u06'26" |
| 2      | Santiago Botero   | Phonak                 | + 2"      |
| 3      | Christophe Moreau | AG2R Prévoyance        | + 8"      |
| 4      | Ryder Hesjedal    | Phonak                 | + 35"     |
| 5      | Janez Brajkovič   | Discovery Channel      | + 48"     |
| 6      | Linus Gerdemann   | T-Mobile Team          | + 57"     |
| 7      | Francisco Mancebo | AG2R Prévoyance        | + 1' 11"  |
| 8      | Vladimir Karpets  | Caisse d'Epargne-Illes | + 1' 24"  |
| 9      | Denis Mensjov     | Rabobank               | + 1' 27"  |
| 10     | David Arroyo      | Caisse d'Epargne-Illes | + 1' 35"  |
|        |                   |                        |           |
| 29     | Bram Tankink      | Quick Step-Innergetic  | + 7' 30"  |
| 62     | Wim Vansevenant   | Davitamon-Lotto        | + 19' 22" |

### Bergklassement
| Plaats    | Naam                 | Ploeg                 | Punten |
| --------- | -------------------- | --------------------- | ------ |
| Rode trui | Christophe Moreau    | AG2R Prévoyance       | 84     |
| 2         | José Alberto Benitez | Saunier Duval-Prodir  | 46     |
| 3         | Francisco José Lara  | Andalucia-Paul Versan | 31     |

### Puntenklassement
| Plaats     | Naam            | Ploeg                 | Punten |
| ---------- | --------------- | --------------------- | ------ |
| Witte trui | Thor Hushovd    | Crédit Agricole       | 69     |
| 2          | Daniele Bennati | Lampre-Fondital       | 49     |
| 3          | Aaron Kemps     | Liberty Seguros-Wurth | 41     |

### Sprintklassement
| Plaats      | Naam             | Ploeg                 | Punten |
| ----------- | ---------------- | --------------------- | ------ |
| Blauwe trui | Eladio Jiménez   | Comunidad Valenciana  | 12     |
| 2           | Rémy Di Grégorio | La Française des Jeux | 5      |
| 3           | Stéphane Augé    | Cofidis               | 4      |

### Ploegenklassement
| Plaats | Ploeg                          | Tijd      |
| ------ | ------------------------------ | --------- |
|        | Comunidad Valenciana-Kelme     | 75u22'34" |
| 2      | Caisse d'Epargne-Illes Balears | + 21"     |
| 3      | AG2R Prévoyance                | + 1' 12"  |

1911 · 1912 · 1913 · 1914-1919 · 1920 · 1921-1922 · 1923 · 1924 · 1925 · 1926 · 1927 · 1928 · 1929 · 1930 · 1931 · 1932 · 1933 · 1934 · 1935 · 1936 · 1937 · 1938 · 1939 · 1940 · 1941 · 1942 · 1943 · 1944 · 1945 · 1946 · 1947 · 1948 · 1949 · 1950 · 1951 · 1952 · 1953 · 1954 · 1955 · 1956 · 1957 · 1958 · 1959 · 1960 · 1961 · 1962 · 1963 · 1964 · 1965 · 1966 · 1967 · 1968 · 1969 · 1970 · 1971 · 1972 · 1973 · 1974 · 1975 · 1976 · 1977 · 1978 · 1979 · 1980 · 1981 · 1982 · 1983 · 1984 · 1985 · 1986 · 1987 · 1988 · 1989 · 1990 · 1991 · 1992 · 1993 · 1994 · 1995 · 1996 · 1997 · 1998 · 1999 · 2000 · 2001 · 2002 · 2003 · 2004 · 2005 · 2006 · 2007 · 2008 · 2009 · 2010 · 2011 · 2012 · 2013 · 2014 · 2015 · 2016 · 2017 · 2018 · 2019 · 2020 · 2021 · 2022 · 2023 · 2024
 Parijs-Nice · 
 Tirreno-Adriatico · 
 Milaan-San Remo · 
 Ronde van Vlaanderen · 
 Gent-Wevelgem · 
 Ronde van het Baskenland · 
 Parijs-Roubaix · 
 Amstel Gold Race · 
 Waalse Pijl · 
 Luik-Bastenaken-Luik · 
 Ronde van Romandië · 
 Ronde van Catalonië · 
 Ronde van Italië · 
 Critérium du Dauphiné Libéré · 
 Ronde van Zwitserland · 
 Ploegentijdrit Eindhoven · 
 Ronde van Frankrijk · 
 Vattenfall Cyclassics · 
 Ronde van Duitsland · 
 Clásica San Sebastián · 
  ENECO Tour · 
 Ronde van Spanje · 
 GP Ouest-France-Plouay · 
 Ronde van Polen · 
 Kampioenschap van Zürich · 
 Parijs-Tours · 
 Ronde van Lombardije